# الدعم والمقاومة
في التحليل الفني لسوق الأوراق المالية، الدعم والمقاومة هما مستويات محددة مسبقًا لسعر الأوراق المالية والتي يُعتقد أن السعر سيميل عندها إلى التوقف والانعكاس.  يتم الإشارة إلى هذه المستويات من خلال لمسات متعددة من السعر دون اختراق المستوى.

## الدعم مقابل المقاومة
مستوى الدعم هو المستوى الذي يميل السعر عنده إلى إيجاد دعم عند انخفاضه نتيجةً لزيادة الطلب على الأصل. هذا يعني أن السعر أكثر عرضة للارتداد عن هذا المستوى بدلاً من اختراقه. ومع ذلك، بمجرد اختراق السعر لهذا المستوى، بمقدار يتجاوز مستوىً معينًا، فمن المرجح أن يستمر في الانخفاض حتى يصل إلى مستوى دعم آخر. 
مستوى المقاومة هو عكس مستوى الدعم. وهو المستوى الذي يميل السعر فيه إلى إيجاد مقاومة عند ارتفاعه نتيجةً لزيادة الإقبال على البيع. هذا يعني أيضًا أن السعر أكثر عرضة للارتداد عن هذا المستوى بدلًا من اختراقه. ومع ذلك، بمجرد اختراق السعر لهذا المستوى، بمقدار يتجاوز مستوىً معينًا، فمن المرجح أن يستمر في الارتفاع حتى يصل إلى مستوى مقاومة آخر.
يستخدم المتداولون مستويات الدعم والمقاومة في أنماط الرسم البياني المختلفة. 

## الدعم والمقاومة التفاعلية مقابل الدعم والمقاومة الاستباقية
أساليب الدعم والمقاومة الاستباقية "تنبؤية" لأنها غالبًا ما تحدد مناطق لم يكن السعر فيها فعليًا.  وتستند إلى حركة السعر الحالية التي ثبت، من خلال التحليل، أنها تنبئ بحركة السعر المستقبلية.  تشمل أساليب الدعم والمقاومة الاستباقية الحركات المقاسة، وتوقعات/اندماج نسبة التأرجح (الثابتة (مربع التسعة)، والديناميكية (فيبوناتشي))، ونقاط الارتكاز المحسوبة، والتقلبات، وخطوط الاتجاه والمتوسطات المتحركة، ومتوسط السعر المرجح، ومخطط السوق. 
الدعم والمقاومة التفاعليان هما عكس ذلك تمامًا: يتم تشكيلهما مباشرة كنتيجة لسلوك السعر أو الحجم. يتشكلان مباشرةً نتيجةً لحركة السعر أو حجم التداول. ويشملان نمط حجم التداول، وتقلبات الأسعار، والتوازن الأولي، والفجوات المفتوحة، وأنماط شموع معينة (مثل: الالتهام، والملاقط). 
يُعدّ الرسم البياني للأسعار مفيدًا في تحديد السعر الذي قضاه السوق لفترة زمنية أطول نسبيًا. غالبًا ما تُشكّل المستويات النفسية القريبة من الأرقام التقريبية مستويات دعم ومقاومة. 

## تحديد مستويات الدعم والمقاومة
يمكن تحديد مستويات الدعم والمقاومة من خلال خطوط الاتجاه.  يعتقد بعض المتداولين في استخدام حسابات نقطة المحور. 
كلما تم "اختبار" مستوى الدعم/المقاومة بشكل متكرر (لمسه وارتد عنه السعر)، زادت الأهمية الممنوحة لهذا المستوى المحدد. 
إذا اخترق السعر مستوى الدعم، فغالبًا ما يصبح مستوى الدعم هذا مستوى مقاومة جديدًا. والعكس صحيح أيضًا؛ فإذا اخترق السعر مستوى المقاومة، فإنه غالبًا ما يجد الدعم عند هذا المستوى في المستقبل. 
تشكل مستويات الدعم والمقاومة النفسية جزءًا مهمًا من التحليل الفني للمتداول.  عندما يصل السعر إلى قيمة تنتهي بـ 50 (على سبيل المثال 1.2050) أو 00 (على سبيل المثال 1.3000)، غالبًا ما يرى المتداولون هذه المستويات كاحتمال قوي لانقطاع الحركة الحالية. قد يصطدم السعر بالخط ثم ينعكس، أو قد يحوم حوله مع تنافس الثيران والدببة على الهيمنة، أو قد يخترقه مباشرةً. ينبغي على المتداول توخي الحذر دائمًا عند الاقتراب من مستويات 00 بشكل عام، ومستوى 50 إذا كان قد شكّل سابقًا دعمًا أو مقاومة.

## قراءة إضافية
- جون مورفي ، التحليل الفني للأسواق المالية،(ردمك 978-0-7352-0066-1)